# Chcíply dobrý víly
Chcíply dobrý víly je druhé sólové album českého hudebníka Daniela Landy. Album bylo vydáno v roce 1995 vydavatelstvím EMI na CD a MC. Tato deska se stala Landovou nejprodávanější - 106 000 prodaných nosičů (k roku 2000). Za toto album získal Zlatou a Platinovou desku.

## Seznam skladeb
1. Chcíply dobrý víly (3:56)
2. Tradice (3:43)
3. Motýlek (2:50)
4. Andílek (3:44)
5. Holky a mašiny (west team motoman) (3:55)
6. Zombice (2:56)
7. Zapalte hranici (3:20)
8. Vodrhovačka (3:54)
9. Ztracení hoši (5:01)
10. Včera mě někdo... (3:00)

K těmto skladbám byly natočeny i videoklipy: Motýlek, Ztracení hoši, Včera mě někdo...